# Montana Rail Link
Montana Rail Link es una empresa ferroviaria de Estados Unidos dedicada al servicio de transporte de cargas. Es un ferrocarril privado de clase II (Regionales) con 900 millas de vías (1400 km) y posee más de 100 estaciones a lo largo de toda su extensa red férrea. Su central operativa se encuentra en la ciudad de Missoula. Su trocha es de 1.435 mm y su capacidad máxima es de 35 t por ejes, permitiendo el ingreso de trenes de las otras compañías.
Su vía férrea atraviesa por tres estados norteños, Washington, Idaho y Montana. La red comienza en la ciudad de Spokane en Washington, pasando por Sandpoint en Idaho, llegando a Missoula, Helena, Bozeman, donde está el paso de Bozeman, Livingston y por último en Billings, todas estas ciudades en el estado de Montana. La empresa posee más de 1000 empleados, un plantel de más de 2100 vagones de cargas de distintos tipos, según que carga se llevará y un plantel de 153 locomotoras diésel EMD. 
Tiene comunicaciones con otras tres compañías férreas como la Burlington Northern Santa Fe (BNSF), la Union Pacific y la Canadian National.

## Historia
Es fundada en 1987 por el empresario Dennis Washington, que decide arrendar la línea ferroviaria que anteriormente pertenecía al ferrocarril Burlington Northern, que cubría la red entre Sandpoint, Idaho y Huntley, Montana. Este arrendamiento produjo controversias y polémicas, pues sucedió justo cuando se negociaba el contrato entre Burlington Northern y la United Transportation Union. La MRL pertenece a la Montana Group Corporation, ubicada su central en Missoula.
El 8 de septiembre de 2005 la MRL hizo el primer pedido de locomotoras desde que se formó en 1987. Fueron las primeras 16 locomotoras EMD SD70ACe con numeración 4300-4315. Con el tiempo se piensa modernizar la flota de locomotoras de línea reemplazando a las ya obsoletas SD40 y SD45 que circulan por las Montañas Rocosas.
La Montana Rail Link tiene un patio de maniobras principal que está en Laurel, mientras que un patio más pequeño se ubica en Missoula.

## Locomotoras
La Montana Rail Link (MRL), tiene una flota de 153 locomotoras diésel eléctricas EMD, que son 6 SW1200 , 1 SW9 , 2 SW1500 , 23 GP9, 3 SD19-1 (reconstruido de GP9), 6 SD40, 1 SD40-2, 5 SD40XR, 1 SDP40R, 13 SD45-2, 21 SD45R, 1 SDP45R, 35 SD45, 4 F45XR, 6 GP35, 6 SD9, 3 SD7 y 16 SD70ACe.